# Рабиня Ізаура (телесеріал)
«Рабиня Ізаура» (порт. A Escrava Isaura) — бразильський телесеріал за однойменним романом (1875) бразильського письменника Бернарду Гімарайнша. Роман «Рабиня Ізаура» був дуже прогресивним для свого часу. По-перше, позитивною героїнею була чесна, нещасна і пригноблена дівчина, а лиходієм — «шляхетний» сеньйор, джентльмен, багатий власник плантації цукрової тростини, порочний та аморальний тип. По-друге, він таврував ганьбою рабство, яке буде скасовано в Бразилії тільки в 1888 році.
Фільм був з великим успіхом показаний по всьому світу і став найбільш продаваною в історії бразильського ТБ теленовелою. У СРСР фільм став першою теленовелою, показаною на телебаченні. У порівнянні з іншими латиноамериканськими серіалами, що наповнили екран трохи пізніше, він мав цілу низку переваг, зокрема: літературною опорою на класичний бразильський роман минулого століття, красивими натурними зйомками, величезною кількістю чудових історичних костюмів, аксесуарів побуту і коней.
Режисером новели виступив Ерван Россанн, автором сценарію — Жілберту Брага, у головних ролях були зайняті зірки бразильських телесеріалів — Рубенш ді Фалку (в ролі лиходія Леонсіо), Норма Блум (Малвіна), Атіла Йоріу (Мігел) та інші. У первинному варіанті у фільмі було відзнято 100 півгодинних серій. Згодом, для міжнародного прокату серіал був скорочений до 30 півгодинних серій, під час прокату «Ізаури» у СРСР теленовела була ще раз скорочена — цього разу до 15 серій по 60 хвилин. Перші серії телесеріалу були продемонстровані по Центральному телебаченню 16 жовтня 1988, продовження — в лютому 1989 року. У вересні 1990 року на прохання телеглядачів Центральним Телебаченням телесеріал був продемонстрований повторно.

## Сюжет
Ізаура — молода, красива дівчина, дуже освічена й добра, але у неї є єдине нещастя в житті — вона рабиня, яка належить родині командора Алмейди.
Ізаура мріє стати вільною, бо більше не може виносити стану рабства, а також домагань сеньйора Леонсіо, владного і жорстокого сина командора, який хоче зробити дівчину своєю коханкою.

## У ролях
- Луселія Сантуш — Ізаура
- Рубенш ді Фалку — Леонсіо Алмейда
- Едвін Луїзі — Алвару Сантана ді Соуза
- Роберто Пірільйо — Тобіас Паес Відал
- Норма Блум — Малвіна Фонтоура
- Жілберту Мартіно — командор Орасіо Корреа ді Алмейда
- Беатріс Ліра — Естер Алмейда
- Зені Перейра — Жануарія
- Дарій Реїс — радник Фонтоура
- Неуза Боржес — Рита
- Ісаак Бардавід — Франциско
- Леа Гарсія — Роза
- Маріо Кардосо — Енріке
- Еліза Фернандес — Таїс
- Міріан Ріос — Анінья Матозу
- Італу Россі — Жозе Каоту Матозу
- Анжела Леаль — Кармен Магалленс
- Леді Франциску — Жуліана
- Андре Валлі — Жуан Батіста Мартінью
- Франциско Дантас — сеньйор Матозу
- Арі Козлов — Жирарду
- Атіла Іоріу — Мігел
- Харольдо де Олівейра — Андре
- Клариссі Абужамра — Лусія Андраде
- Едір де Кастро — Ана
- Маркус Фрота — Евріпідес
- Карлос Дуваль — Белтран
- Аміріс Веронезе — Альба Паес Баррето
- Жозе Марія Монтейру — капітан Андраде
- Жильда Сарменто — Кароліна Андраде
- Ана Марія Грова — Енеїда
- Агінальду Роша — доктор Алсеу Діаш Монтейро
- Нена Айньйорен — Лусіола
- Маріо Полімено — Пальярес
- Марлені Фігейро — Леонор
- Лідія Іоріу — Ізаура в дитинстві
- Жансер Баррето — Леонсіо в дитинстві